# Broniszew
Broniszew – wieś w Polsce położona w województwie mazowieckim, w powiecie białobrzeskim, w gminie Promna. Leży nad Borówką.
Wieś duchowna położona była w drugiej połowie XVI wieku w powiecie grójeckim ziemi czerskiej województwa mazowieckiego. 
W latach 1975–1998 miejscowość administracyjnie należała do województwa radomskiego.
Wieś jest sołectwem w gminie Promna. 
Miejscowość leży przy drodze ekspresowej S7.
Geneza tej wsi sięgaj początku XVI wieku. Nazwa pochodzi od starego imienia „Bronisz”. Wieś należała do plebana z Goszczyna. W 1576 wieś obejmowała 10 włók ziemi. Była to własność kolejnych plebanów z Goszczyna 
W 1827 Broniszew liczył 11 domów i 114 mieszkańców. 
W końcu XIX wieku wieś należała do gminy Rykały i parafii Goszczyn. W 1864 Broniszew jako własność parafialna została uwłaszczona a ziemia przeszła na własność miejscowej ludności. 
W 1921 Broniszew dzielił się na Broniszew wieś i Broniszew kolonię. Broniszew wieś liczył 22 domy i 158 mieszkańców. Broniszew kolonia liczył 20 domów i 143 mieszkańców. 
W okresie międzywojennym i do 1954 wieś należała nadal do gminy Rykały. Cieślą we wsi był F. Rzepka, kowalem był P. Pietrusiński, stelmachem M. Wielgus a szewcem P. Rzepka. Sklep z artykułami spożywczymi posiadał A. Radecki. W Broniszewie był też wiatrak J. Jasiorowskiego.

W latach 1954–56 siedziba gromady Broniszew.